# A' Katīgoria 1953-1954
La A' Katīgoria 1953-1954 fu la 17ª edizione del massimo campionato di calcio cipriota: il Pezoporikos Larnaca vinse il suo primo titolo.

## Stagione

### Novità
Per la prima volta partecipò al campionato l'Omonia, portando le squadre partecipanti da otto a nove.

### Formula
Il campionato era formato da nove squadre e non erano previste retrocessioni, nonostante l'avvio ufficiale della B' Katīgoria; furono assegnati due punti in caso di vittoria, uno in caso di pareggio e zero in caso di sconfitta.
Le squadre si incontrarono in gironi di andata e ritorno per un totale di sedici turni per squadra.

## Squadre partecipanti
| Club                | Città     | Stadio             | Stagione precedente |
| ------------------- | --------- | ------------------ | ------------------- |
| AEL Limassol        | Limassol  | Stadio GSO         | 1º in A' Katīgoria  |
| Anorthōsis          | Famagosta | Stadio GSE         | 5º in A' Katīgoria  |
| APOEL               | Nicosia   | Vecchio Stadio GSP | 3º in A' Katīgoria  |
| AYMA Nicosia        | Nicosia   | Vecchio Stadio GSP | 8º in A' Katīgoria  |
| Çetinkaya Türk      | Nicosia   | Vecchio Stadio GSP | 4º in A' Katīgoria  |
| EPA Larnaca         | Larnaca   | Vecchio Stadio GSZ | 6º in A' Katīgoria  |
| Omonia              | Nicosia   | Vecchio Stadio GSP | Attività amatoriale |
| Olympiakos Nicosia  | Nicosia   | Vecchio Stadio GSP | 7º in A' Katīgoria  |
| Pezoporikos Larnaca | Larnaca   | Vecchio Stadio GSZ | 2º in A' Katīgoria  |

## Classifica finale
|                  | Pos. | Squadra             | Pt | G  | V  | N | P  | GF | GS | DR  |
| ---------------- | ---- | ------------------- | -- | -- | -- | - | -- | -- | -- | --- |
| Cipro (bandiera) | 1    | Pezoporikos Larnaca | 26 | 16 | 11 | 4 | 1  | 40 | 16 | +24 |
|                  | 2    | APOEL               | 22 | 16 | 10 | 2 | 4  | 22 | 18 | +4  |
|                  | 3    | Anorthōsis          | 18 | 16 | 7  | 4 | 5  | 32 | 31 | +1  |
|                  | 4    | Çetinkaya Türk      | 17 | 16 | 7  | 3 | 6  | 28 | 26 | +2  |
|                  | 5    | AEL Limassol        | 16 | 16 | 7  | 2 | 7  | 39 | 29 | +10 |
|                  | 6    | EPA Larnaca         | 16 | 16 | 8  | 0 | 8  | 31 | 27 | +4  |
|                  | 7    | Omonia              | 12 | 16 | 5  | 2 | 9  | 21 | 33 | -12 |
|                  | 8    | Olympiakos Nicosia  | 9  | 16 | 4  | 1 | 11 | 17 | 34 | -17 |
|                  | 9    | AYMA Nicosia        | 8  | 16 | 4  | 0 | 12 | 30 | 46 | -16 |

### Verdetti
- Pezoporikos Larnaca campione di Cipro.